# Удук језик
Удук језик је језик из породице нило-сахарских језика, комуска грана. Њиме се служи око 20.000 становика у региону Гамбела у Етиопији и неколико стотина у вилајету Горњи Нил у Јужном Судану. Користи латинично писмо.